# Chapelle Sainte-Lutgarde de Fauquez
La chapelle Sainte-Lutgarde (dite « Chapelle de verre ») est un ancien édifice religieux catholique sis à Fauquez, un hameau de la commune d’Ittre dans le Brabant wallon, en Belgique. Elle est construite en 1929 comme chapelle privée pour les ouvriers des verreries de Fauquez ; sa décoration, intérieure comme extérieure, est dominée par la marbrite,, un matériau produit à Fauquez même. Désaffectée en 1984, la chapelle est aujourd’hui utilisée pour des activités culturelles.

## Histoire
Arthur Brancart, propriétaire et patron des verreries de Fauquez socialement engagé, veille au bien-être de ses ouvriers. Il construit pour eux des logements, ouvre un dispensaire, des écoles et des magasins (en coopérative), organise une mutuelle. Et lorsque l’école n’est plus en mesure d’être lieu de culte, il décide de construire une chapelle. C’est la chapelle Sainte-Lutgarde.  
Une parcelle de terrain est offerte par la famille Seutin, agriculteurs à Fauquez, pour la construction d’un lieu de culte catholique. Les travaux commencent en 1929. Le plan architectural en est simple : une nef principale flanquée de deux bas-côtés, se terminant sans transept par un chevet semi-circulaire. Au haut de la tour (clocher ?), on peut lire l’inscription : « Église dédiée à sainte Lutgarde ». Un prêtre y assurait les services pastoraux habituels sans qu’elle ne soit paroissiale.  
La décoration intérieure et extérieure est dominée par la marbrite produite dans les verreries voisines. La chapelle sert au culte catholique depuis son inauguration en 1930 jusqu’en 1977, lorsque les verreries sont fermées. La chapelle étant propriété privée, elle fut alors rendue aux ayants droit de la famille Seutin, comme le stipulait l’accord passé en 1929. Elle connut des années d'abandon avant d'être reprise et restaurée dans sa splendeur Art déco. Le bâtiment est aujourd'hui utilisé comme salle d'exposition et de concerts, sous le nom de « chapelle de verre ». 

## Description
En fait la chapelle est comme une « show-room » des verreries. Nombreux sont les clients et visiteurs des verreries qui passent par la chapelle, qui montre toutes les possibilités qu’offrait ce nouveau matériau appelé la marbrite. 
En effet, la marbrite y est partout : en façade jusqu’à la hauteur du porche. À l’intérieur, des lames de marbrite blanches, noires, ocre et orange entourent les dalles de béton carrées du sol. La marbrite est appliquée au mur jusqu'à 1,70 m de hauteur. Des dalles de marbrite carrées d’environ 40 cm de côté et de quatre teintes différentes sont fixées au lattis du plafond avec des cabochons de verre. Le chœur est décoré de quatre fleurs de lys entourées de verre doré.
Un ensemble de dix-neuf vitraux fut réalisé avec l’aide de l’artiste Florent-Prosper Colpaert, avec du verre provenant exclusivement des verreries voisines. Dans le chœur, les vitraux de saint Michel, patron du village, et de saint Laurent, patron des verriers entourent celui du Christ avec ses apôtres (sur fond d’usine). Seize autres vitraux, dans la nef, illustrent des scènes de la vie de sainte Lutgarde.